# Garfagnana

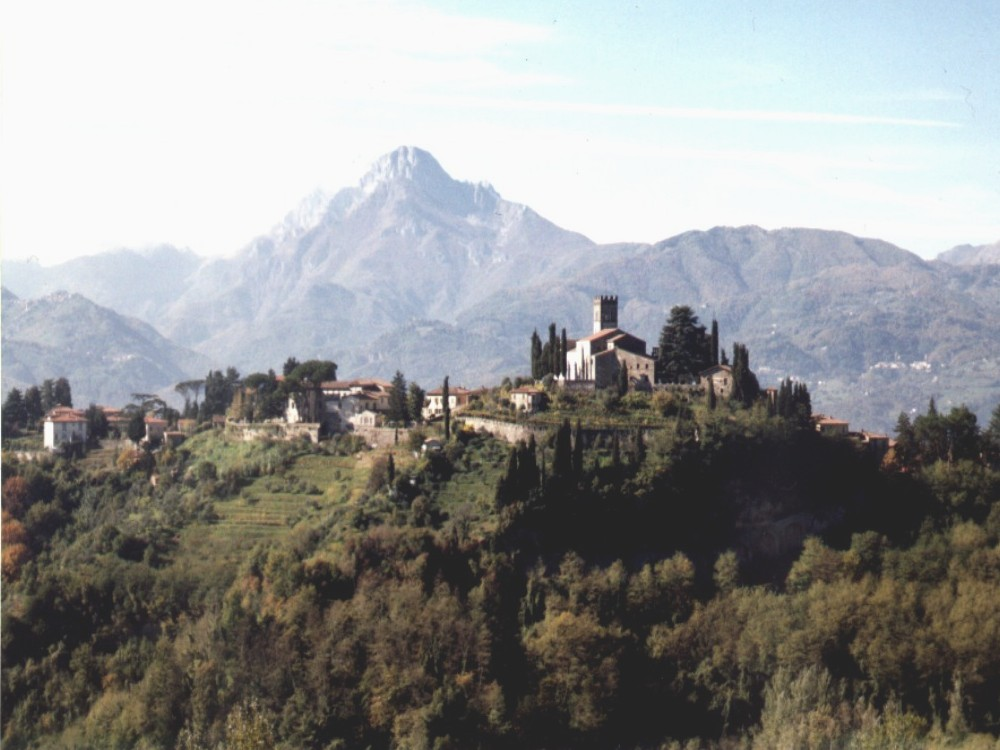
Vista de Barga com os Alpes Apuanos ao fundo.

Garfagnana é uma região histórica da Itália, hoje incluída na província de Lucca nos Apeninos, no noroeste da Toscana, que antes da unificação italiana pertencia ao Ducado de Módena e Reggio, governado pela família Este. Por um curto período, no século XVI, a Garfagnana foi governada pelo poeta Ludovico Ariosto. É das regiões com maior pluviosidade na Itália, pelo que grande parte é área florestal (principalmente castanheiros, carvalhos e pinheiros).

## Características da região
Localizada entre os Alpes Apuanos (famosos pela produção de mármore) e os Apeninos, a Garfagnana é uma região montanhosa da Toscana, por oposição às restates regiões toscanas que, em geral, são de menor altitude e mais planas. Os Castanheiros, muito comuns na região, foram durante muito tempo, a base da economia da região e, apesar de uma epidemia registada e da introdução do pinheiro para limitar os efeitos da erosão, a população de carvalhos está actualmente a recuperar.
A região é também conhecida pela produção de trigo (farro) e pelos conhecidos cogumelos porcini.
A capital da região é Castelnuovo di Garfagnana.

## Economia
A região é prioritariamente agrícola, embora now últimos anos o agroturismo se tenha acentuado, bem como no estabelecimento de casas rurais de férias, que incentivaram a economia local.